# 蒙热苏瓦
蒙热苏瓦（法語：Montgesoye，法語發音：[mɔ̃ʒəzwa]）是法国杜省的一个市镇，位于该省西南部，属于贝桑松区。

## 地理
蒙热苏瓦（47°4'50"N, 6°11'28"E）面积11.06 平方千米，位于法国勃艮第-弗朗什-孔泰大區杜省，该省份为法国东部内陆省份，北起上索恩省，西接汝拉省，东部及东南部与瑞士接壤，东北部与贝尔福地区省接壤。
与蒙热苏瓦接壤的市镇（或旧市镇、城区）包括：索勒、尚特朗、沙托维约莱福塞、迪尔讷、维亚方、奥尔南。
蒙热苏瓦的时区为UTC+01:00、UTC+02:00（夏令时）。

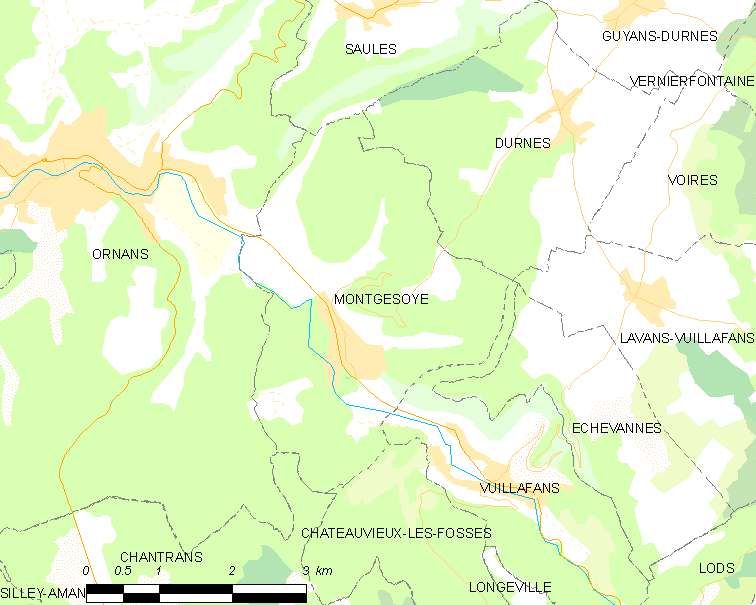
蒙热苏瓦的OSM定位图

## 行政
蒙热苏瓦的邮政编码为25111，INSEE市镇编码为25400。

## 政治
蒙热苏瓦所属的省级选区为奥尔南县。

## 交通
杜省省道D67线和D133线在境内交汇。

## 人口

1962-2008年间蒙热苏瓦人口变化图示

蒙热苏瓦于2022年1月1日时的人口数量为494人。